# Cordyline
Cordyline és un gènere de gairebé 15 espècies de monocotiledònies llenyoses fanerògames classificades en les Asparagaceae o alternativament en la família segregant de les Laxmanniaceae, en el sistema Angiosperm Phylogeny Group, però posada pel sistema APG II (2003) en les Agavaceae. Gènere natiu de la regió de l'oceà Pacífic occidental, des de Nova Zelanda, est d'Austràlia, sud-est d'Àsia, Polinèsia i Hawaii.
Espècies seleccionades
- Cordyline australis (arbre col)
- Cordyline banksii
- Cordyline fruticosa (planta Ti; sin. C. terminalis)
- Cordyline haageana
- Cordyline indivisa
- Cordyline obtecta (endèmica a Illa Norfolk i Nova Zelanda; sin. C.baueri, C. kaspar)
- Cordyline pumilio
- Cordyline stricta

## Cultiu i usos
Membres del grup creixen freqüentment com a plantes ornamentals, i el Cordyline terminalis culinàriament i altres usos.